# 岩井崎

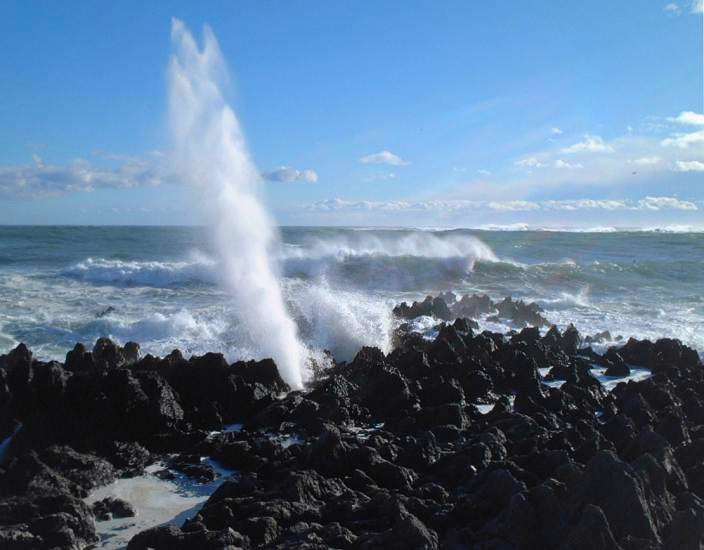
岩井崎先端部にある潮吹き岩（2006年12月）

岩井崎（いわいさき）は、宮城県気仙沼市の中心部から10km南にある気仙沼湾入り口の岬。2015年に南三陸金華山国定公園を編入するまでは、三陸復興国立公園の最南端だった。石灰岩の岩場が続く岬で、波の高い日は吹き潮が見られる。岩井崎石灰岩化石は宮城県の天然記念物に指定されている。

## 概要
黒松の多い太平洋に面した岬で、左側に岩井崎灯台、真っ直ぐ進むと岩井崎展望台があり、波蝕によって削られた石灰岩の奇岩が500mほど続いている。北側に大島龍舞崎、南側に牡鹿半島と金華山が見える。岩井崎の吹き潮は、凪の日は吹かず、うねりの高い日は10m以上も吹き上がる。岩井崎から2km沖に戸倉磯・白大丸・黒大丸、南側1km沖に円磯（まるいそ）が並び、沿岸から約2kmまで岩礁が多いため、船が座礁しやすい場所として昔は地獄崎と言われていた。1723年（享保8年）、第五代仙台藩主の伊達吉村公が領内視察でこの場所へ来た時、地獄崎では縁起が悪いので祝崎に改名し、岩井崎と記されるようになった。

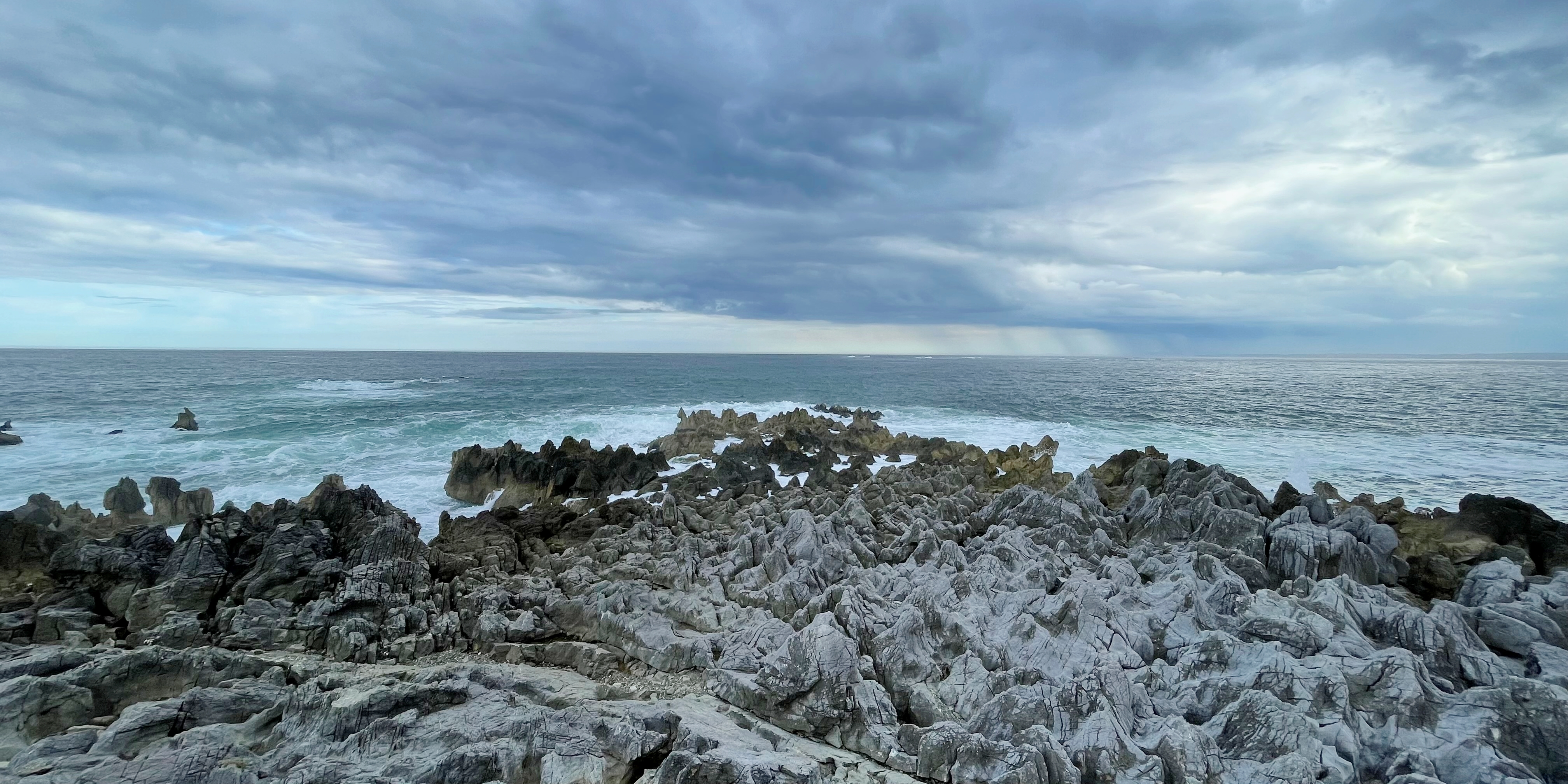
岩井崎の先端部分（2021年8月）

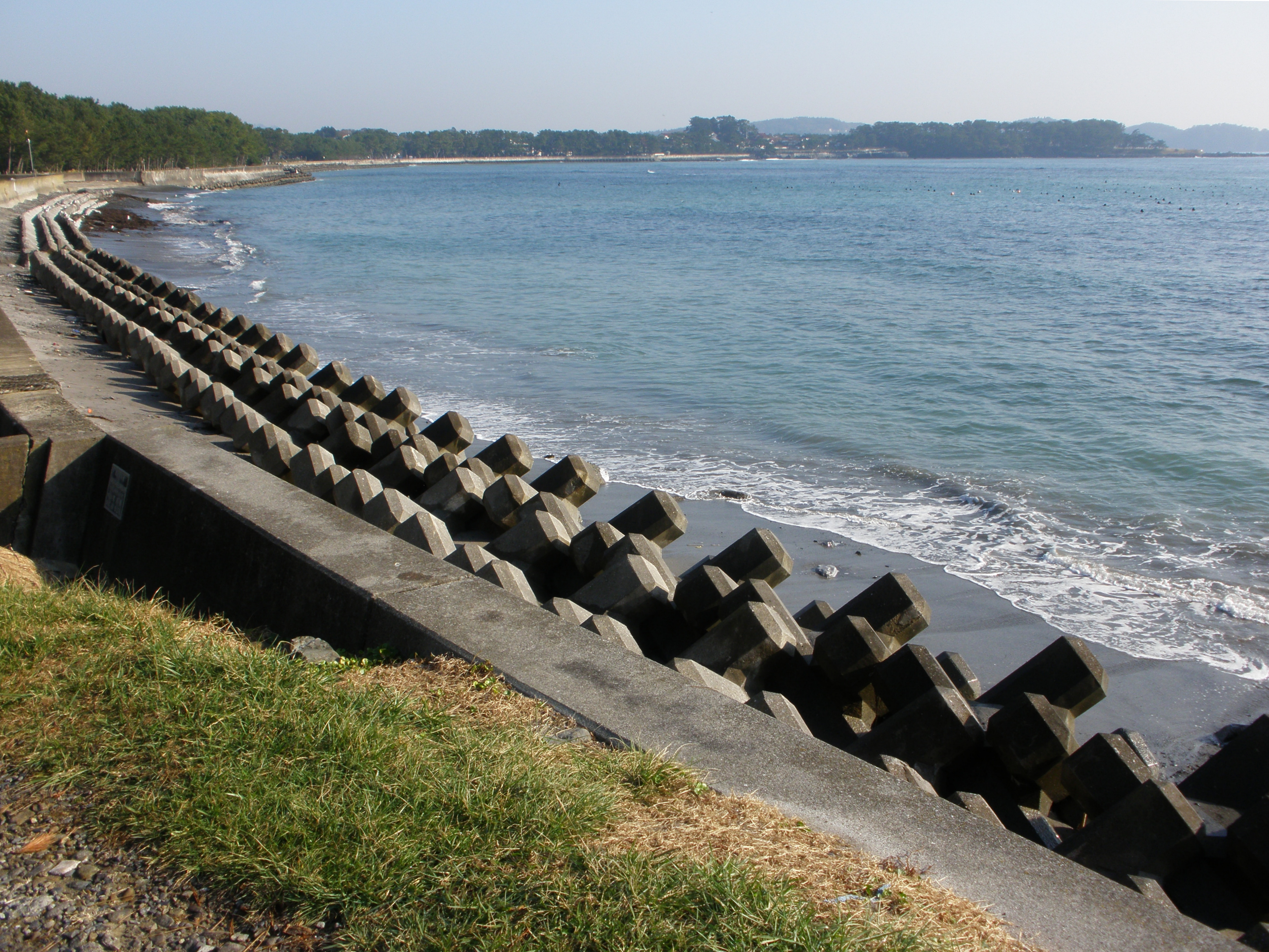
明戸海岸からの岩井崎（2009年11月）

## 地質
岩井崎は古生代ペルム紀（2億8千年前 - 2億5千万年前）に形成された石灰岩地帯で、波と雨水によって侵食された岩場が続いている。左側には地殻変動の熱で大理石に変質している場所も部分的にあり、その大理石地帯でペルム紀のフズリナや四射サンゴ、ウミユリ、ウミユリの幼生ドリオラリアの化石を誰でも観察することができる。公園のため採取は不可であるが観察や撮影は可能である。

## 周辺
- 岩井崎灯台 - 1929年に初点し、1966年に改築した
- 秀の山銅像 - 江戸時代に活躍した郷土出身の横綱第9代秀の山雷五郎の銅像。東日本大震災で台座部分が損壊した[2]。
- 龍の松 - 津波に残った松が龍の形に見える。秀の山銅像の近くにある
- お伊勢浜海水浴場 - 白砂青松の海水浴場

## 交通アクセス
- 三陸沿岸道路
  - 岩井崎ICから車で15分
- 国道45号→岩井崎入り口ゲートから海の方へ車で5分
- JR気仙沼線BRT
  - 陸前階上駅から徒歩で30分、自転車で10分